# Ron Sexsmith
Ronald Eldon Sexsmith, detto Ron (St. Catharines, 8 gennaio 1964), è un cantautore canadese.

## Biografia
Ha iniziato a suonare da adolescente e nel 1985 ha prodotto la sua prima cassetta (Out of the Duff). Un anno dopo si è trasferito a Toronto e ha collaborato con il produttore Kurt Swinghammer. Nel 1991, prodotto da Bob Wiseman, è uscito il suo primo album. Negli anni successivi ha intrapreso una collaborazione con Mitchell Froom e con le etichette Warner Bros. Records e Interscope Records, che hanno pubblicato i suoi dischi fino agli anni 2000.
Nel corso della sua carriera ha lavorato con Michael Bublé, Leonard Cohen, Ane Brun, Emmylou Harris, D-Sisive, Don Kerr, Shonen Knife e altri. I suoi brani sono stati reinterpretati sotto forma di cover da diversi artisti come Rod Stewart, Feist, Nick Lowe, Katie Melua.
Nel 2011 il suo album Lond Player Late Bloomer va in nomination per il Polaris Music Prize. Vince lo Juno Award come "cantautore dell'anno" per Whatever it Takes (2011).

## In altri media
Su di lui è incentrato il film-documentario Love Shines, diretto dal regista Douglas Arrowsmith e uscito nel 2010.

## Discografia

### Album
- 1991: Grand Opera Lane (indipendente, prodotto da Bob Wiseman, con The Uncool)
- 1995: Ron Sexsmith (Interscope/Warner, prodotto da Mitchell Froom e Daniel Lanois)
- 1997: Other Songs (Interscope/Warner)
- 1999: Whereabouts (Interscope/Warner)
- 2001: Blue Boy (prodotto da Steve Earle e Ray Kennedy)
- 2002: Cobblestone Runway (prodotto da Martin Terefe)
- 2003: Rarities
- 2004: Retriever (Warner)
- 2005: Destination Unknown (V2, con Don Kerr, pubblicato come Sexsmith & Kerr)
- 2006: Time Being (Warner, ripubblicato nel 2007)
- 2008: Exit Strategy of the Soul (Yep Roc)
- 2011: Long Player Late Bloomer (Thirty Tigers/Cooking Vinyl)
- 2013: Forever Endeavour (Cooking Vinyl)
- 2017: The Last Rider
- 2020: HERMITAGE